# Бральвиль
Бральви́ль (фр. Bralleville) — коммуна во французском департаменте Мёрт и Мозель, региона Лотарингия. Относится к кантону Аруэ.

## География
Бральвиль расположен в аграрной зоне на берегу реки Мадон, окружён пастбищами.
Находится в 33 км к югу от Нанси. Соседние коммуны: Водиньи на севере, Жермонвиль на востоке, Эргюнье на юге, Маренвиль-сюр-Мадон на западе, Жевонкур на северо-западе.

## История
- Следы галло-романской и франкской культур.

## Демография
Население коммуны на 2016 год составляло 181 человек.
| 1962 | 1968 | 1975 | 1982 | 1990 | 1999 | 2010 | 2016 |
| ---- | ---- | ---- | ---- | ---- | ---- | ---- | ---- |
| 122  | 127  | 127  | 122  | 157  | 163  | 182  | 181  |